# San Giovanni Ilarione
San Giovanni Ilarione es una localidad y comune italiana de la provincia de Verona, región de Véneto, con 5.161 habitantes.

## Evolución demográfica
| Gráfica de evolución demográfica de San Giovanni Ilarione entre 1861 y 2001 |
|                                                                             |
| Fuente ISTAT - elaboración gráfica de Wikipedia                             |